# Thomas Gage (1er vicomte Gage)
Pour les articles homonymes, voir Gage.
Thomas Gage (avant 1702 – 21 décembre 1754), 1er vicomte Gage, est membre du Parlement de Grande-Bretagne de 1721 à 1754 et gouverneur de la Barbade de 1738 à 1739.

## Famille
Il est le fils de Joseph Gage de Sherborne Castle et d'Elizabeth Penruddock. Il épouse Benedicta Maria Theresa Hall (fille de Henry Benedict Hall et Frances Fortescue) en 1717. 
Ils ont William Hall Gage, 2e vicomte Gage (né en 1718), Theresa, et Thomas Gage qui devient commandant en chef des forces britanniques en Amérique du Nord de 1763 à 1775, lors des premières années de la Guerre d'indépendance des États-Unis.
Le 23 avril 1744 son cousin, William Gage (7e baronnet) meurt sans descendance et Gage hérite du manoir familial de Firle Place.

## Honneurs
Le 14 septembre 1720, le roi George Ier le fait baron Gage de Castlebar dans le Comté de Mayo, puis vicomte Gage de Castle Island dans le comté de Kerry dans le Royaume d'Irlande.

## Source
- (en) Cet article est partiellement ou en totalité issu de l’article de Wikipédia en anglais intitulé « Thomas Gage, 1st Viscount Gage » (voir la liste des auteurs).